# Laminering
Laminering er den proces at sammenføje flere lag af forskellige materialer. Resultatet af processen kaldes et laminat. Krydsfiner er et eksempel på laminering. Her udskærer man tynde plader af én eller flere forskellige træsorter, og derefter limes disse plader sammen under varme og tryk. På den måde fremstiller man et slutprodukt med helt ensartede egenskaber. Spånplader er derimod ikke et resultat af laminering, for de består ikke af flere lag, men derimod af en ensartet masse af træspåner og lim. Perstorpplader er til gengæld et resultat af laminering, for der har man samlet et lag bestående af en spånplade med et mønsterbærende lag og et slidstærkt overfladelag af hård plast.
Til daglig betyder laminering ofte bare at smelte en papirside ind mellem to lag plast. Det ser man bl.a. i forbindelse med ID-kort eller pas. I lidt bredere betydning kan man også tale om laminering, når det drejer sig om sikkerhedsglas, kvalitetsstål (f.eks. samuraiklinger) eller buer (f.eks. den mongolske, sammensatte bue eller den engelske langbue).